# Pararge dumetorum
Pararge dumetorum är en fjärilsart som beskrevs av Charles Oberthür 1887. Pararge dumetorum ingår i släktet Pararge och familjen praktfjärilar. Inga underarter finns listade i Catalogue of Life.